# Autodromo Enzo e Dino Ferrari

Porównanie toru przed i po przebudowie

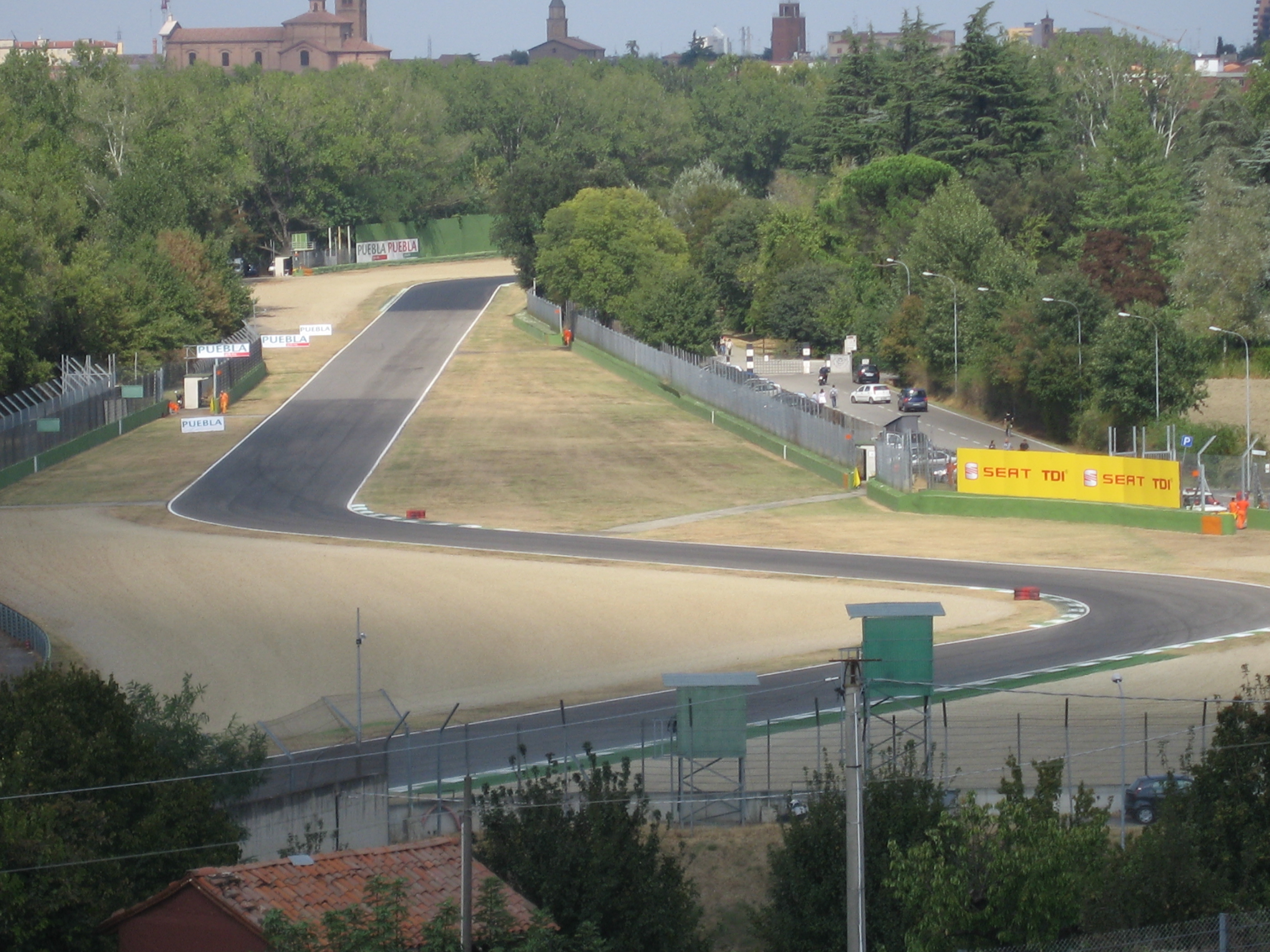
Tor w 2008 r.

Autodromo Enzo e Dino Ferrari – tor wyścigowy znajdujący się w pobliżu włoskiego miasta Imola, w odległości 40 km na wschód od Bolonii i 80 km na wschód od fabryki Ferrari w Maranello. Odbyły się tu wyścigi Formuły 1 o Grand Prix Włoch (1980), Grand Prix San Marino (1981–2006) oraz Grand Prix Emilii-Romanii (od 2020).
Tor został nazwany na cześć fundatora Enzo Ferrari'ego i jego syna Dino, który zmarł w 1956.

## Historia

### Formuła 1
Do Imoli Formuła 1 zawitała w 1980 roku. Odbyło się tu GP Włoch z powodu przebudowy Monzy.
Od tamtej pory zaczęto organizować tutaj GP San Marino.

#### 1994
Rok 1994 był dla GP San Marino tragiczny. Już podczas treningów jeżdżący wówczas dla zespołu Jordan Rubens Barrichello wypadł z szykany Variante Bassa i uderzył w ogrodzeniową siatkę. Nie odniósł poważniejszych obrażeń oprócz złamania nosa i licznych potłuczeń. Podczas sesji kwalifikacyjnej Austriak Roland Ratzenberger wypadł z szybkiego zakrętu Villeneuve (z powodu urwanego przedniego skrzydła wywołanego przez wycieczkę poza tor na wcześniejszym okrążeniu) i z prędkością ponad 314 km/h uderzył w betonową ścianę. W godzinę później z powodu licznych krwotoków zmarł szpitalu w Bolonii.
Na starcie wyścigu doszło do poważnego wypadku. Na stojącego Benettona JJ Lehto wjechał kierowca Lotusa Pedro Lamy, w wyniku czego koło w samochodzie drugiego kierowcy raniło 9 kibiców. W następstwie tego wypadku na tor wyjechał wolno jadący samochód bezpieczeństwa jakim był Opel Vectra Turbo. Po uprzątnięciu toru zjechał on z powrotem na szóstym okrążeniu. Następną ofiarą tragicznego weekendu był trzykrotny mistrz świata Ayrton Senna. Na siódmym okrążeniu (z do tej pory nieznanych powodów, prawdopodobnie pęknięcia drążka kierowniczego) opuścił tor z prędkością ok. 250-260 km/h. Budowa toru nie pozwoliła mu dostatecznie wyhamować i uderzył w betonową ścianę. W momencie uderzenia koło z elementami zawieszenia uderzyło Brazylijczyka w głowę wywołując pęknięcie tętnicy skroniowej i obrażenia czaszki. Zmarł po kilku godzinach w szpitalu.

#### Lata późniejsze
Tragedia na Imoli odbiła się głośnym echem w światku Formuły 1. Nawet przyszłość GP San Marino stała pod znakiem zapytania. By zwiększyć bezpieczeństwo przebudowano zakręty: Tamburello (w szykanę), Villeneuve (w szykanę), Variante Bassa (krótki, prosty odcinek), Variante Alta (w krótką prostą). Wyścigi Grand Prix odbywały się tu jeszcze do sezonu 2006.
31 sierpnia 2011 tor otrzymał od FIA homologację, która umożliwiała przeprowadzenie wyścigu F1 do końca 2014.

##### Powrót w 2020
W sezonie 2020, w związku ze zmianą kalendarza spowodowaną pandemią COVID-19, na torze odbyło się Grand Prix Emilii-Romanii. Wyścig miał miejsce 1 listopada, a cały weekend Grand Prix nietypowo liczył dwa dni.

## Zwycięzcy wyścigów Formuły 1

### Grand Prix Emilii-Romanii
| Sezon | Kierowca       | Zespół                |        |
| ----- | -------------- | --------------------- | ------ |
| 2024  | Max Verstappen | Red Bull Racing-RBPT  | Wyniki |
| 2022  | Max Verstappen | Red Bull Racing-RBPT  | Wyniki |
| 2021  | Max Verstappen | Red Bull Racing-Honda | Wyniki |
| 2020  | Lewis Hamilton | Mercedes              | Wyniki |

### Grand Prix San Marino
| Sezon | Kierowca              | Zespół           |        |
| ----- | --------------------- | ---------------- | ------ |
| 2006  | Michael Schumacher    | Ferrari          | Wyniki |
| 2005  | Fernando Alonso       | Renault          | Wyniki |
| 2004  | Michael Schumacher    | Ferrari          | Wyniki |
| 2003  | Michael Schumacher    | Ferrari          | Wyniki |
| 2002  | Michael Schumacher    | Ferrari          | Wyniki |
| 2001  | Ralf Schumacher       | Williams-BMW     | Wyniki |
| 2000  | Michael Schumacher    | Ferrari          | Wyniki |
| 1999  | Michael Schumacher    | Ferrari          | Wyniki |
| 1998  | David Coulthard       | McLaren-Mercedes | Wyniki |
| 1997  | Heinz-Harald Frentzen | Williams-Renault | Wyniki |
| 1996  | Damon Hill            | Williams-Renault | Wyniki |
| 1995  | Damon Hill            | Williams-Renault | Wyniki |
| 1994  | Michael Schumacher    | Benetton-Ford    | Wyniki |
| 1993  | Alain Prost           | Williams-Renault | Wyniki |
| 1992  | Nigel Mansell         | Williams-Renault | Wyniki |
| 1991  | Ayrton Senna          | McLaren-Honda    | Wyniki |
| 1990  | Riccardo Patrese      | Williams-Renault | Wyniki |
| 1989  | Ayrton Senna          | McLaren-Honda    | Wyniki |
| 1988  | Ayrton Senna          | McLaren-Honda    | Wyniki |
| 1987  | Nigel Mansell         | Williams-Honda   | Wyniki |
| 1986  | Alain Prost           | McLaren-TAG      | Wyniki |
| 1985  | Elio de Angelis       | Lotus-Renault    | Wyniki |
| 1984  | Alain Prost           | McLaren-TAG      | Wyniki |
| 1983  | Patrick Tambay        | Ferrari          | Wyniki |
| 1982  | Didier Pironi         | Ferrari          | Wyniki |
| 1981  | Nelson Piquet         | Brabham          | Wyniki |

### Grand Prix Włoch
| Sezon | Kierowca      | Zespół       |        |
| ----- | ------------- | ------------ | ------ |
| 1980  | Nelson Piquet | Brabham-Ford | Wyniki |